# Catacombe di San Gaudioso
Le catacombe di San Gaudioso costituiscono una delle antiche aree cimiteriali di epoca paleocristiana (IV-V secolo), situate nella zona settentrionale della città di Napoli (attuale quartiere Stella).

## Origine e storia
La struttura catacombale, formatasi probabilmente sulla sede di una preesistente necropoli greco-romana, andò comunque sviluppandosi nell'allora disabitato vallone della Sanità (attuale Rione Sanità) dove, secondo la tradizione, aveva trovato sepoltura san Gaudioso, un vescovo dell'Africa settentrionale naufragato a Napoli e qui vissuto fino alla morte dopo avervi fondato un monastero ed essersi guadagnato fama di santità. La sua tumulazione avvenne fra il 451 e il 453 e il luogo, benché custodisse anche la tomba di un altro vescovo, san Nostriano, divenne oggetto di venerazione nei suoi confronti e noto da allora con il suo nome.
Come detto, l'intera zona rimase disabitata e pressoché "dimenticata" durante tutto il Basso Medioevo anche per via delle numerose frane di fango che, dalla soprastante collina di Capodimonte, si riversavano fino al "borgo dei vergini" (per questo motivo quelle frane venivano denominate "lave dei vergini") sommergendo ogni elemento che incontravano sul loro cammino. Solo intorno al Cinquecento, proprio a partire dal borgo, che era la parte terminale del vallone della Sanità (toponimo entrato in uso a quell'epoca per indicare la salubrità dei luoghi ma anche le guarigioni miracolose attribuite alla presenza delle catacombe cristiane), prese avvio l'urbanizzazione di quei rioni periferici e, con essa, tornò in auge anche la loro funzione sepolcrale. Nel secolo successivo, con la costruzione della basilica di Santa Maria della Sanità esattamente sopra l'antica chiesa o cappella di San Gaudioso, il cimitero sotterraneo venne "rimodernato" con profonde alterazioni della sua struttura originaria e la distruzione di alcune sue parti. In seguito all'epidemia di peste del 1656 le vaste cave di tufo all'interno del vallone divennero un grande cimitero a cielo aperto e qui, all'epoca di Gioacchino Murat, furono trasferite numerose ossa provenienti dalle "terresante" cittadine nonché le vittime di altre pestilenze, come il colera del 1836. Oggi resta solo una piccola porzione di quelle che furono le catacombe originarie.

## Descrizione
L'accesso alle catacombe si trova nella cripta, o succorpo, sotto il presbiterio rialzato della chiesa intitolata alla Madonna della Sanità, rappresentata in un affresco staccatosi forse da una parete dell'antica chiesa in seguito ad una frana di fango. La Madonna della Sanità (V-VI secolo), probabilmente la più antica raffigurazione mariana di Napoli, è oggi conservata nella prima cappella laterale destra della basilica. Molti abitanti del quartiere credono tuttavia che la chiesa sia intitolata a san Vincenzo Ferreri per via della devozione popolare verso questo santo domenicano e per la bellissima statua lignea che lo rappresenta, posta alla sinistra dell'altare.
La cripta, un tempo ambulacro catacombale, presenta ben visibili nella volta e sulle pareti alcuni affreschi di Bernardino Fera che raffigurano storie di martiri. L'arcosolio che è posto in corrispondenza dell'ingresso custodisce la Tomba di San Gaudioso, con una decorazione a mosaico del VI secolo. Nei vari cubicoli che si aprono lungo i bracci delle catacombe si trovano affreschi del V-VI secolo (San Pietro, fra gli altri, e San Sossio, diacono di Pozzuoli) e un mosaico databile intorno alla fine del V secolo. Alla fine del XVII secolo risale invece la scultura tufacea del Cristo morto alla sinistra dell'ingresso                         .
«A manca ... cominciamo a percorrere l'ambulacro grande circondato da cripte ... sul principio di questo grande ambulacro percorso vedesi una scala, è tutta opera moderna, che mena ad alcune celle fatte nel secolo XVII, come usavasi in quasi tutte le chiese ove erano grandi sepolture. Queste sono le cosiddette "cantarelle", cioè delle nicchiette a foggia di sedie con vasi sottoposti praticate nel tufo, vi si metteva a sedere il morto colla testa fermata in un buco nella parete, ciò dicevasi "scolare", per modo che nel vaso ne colassero i visceri, e il cadavere si rasciuttasse, e dopo alcun tempo
rivestivasi di abiti e serbavasi o interravasi; di qui presso il popolo nostro "scolare" vale "morire".
Fu poi vandalica l'idea nel 1636, che distrusse tante pitture cimiteriali, quella di incastonare e calcinare i cadaveri ritti nelle pareti della catacomba, come vedonsi d'intorno; non sappiamo però se ve li collocassero così subito dopo morte, o dopo toltili dalle "cantarelle".»
Le catacombe ebbero infatti un nuovo periodo di utilizzo nel Seicento, ad opera soprattutto dei frati domenicani. In quest'epoca era ancora diffuso l'uso degli "scolatoi", cioè cavità di pietra in cui si appoggiava il cadavere in posizione fetale per fargli perdere i liquidi. I frati domenicani pensavano che la testa fosse la parte più importante del corpo poiché sede dei pensieri; per cui, dopo l'essiccazione, le teste venivano conservate mentre il resto del corpo veniva ammassato negli ossari. Sempre in questo periodo si praticò la macabra moda di prendere le teste dei cadaveri oramai essiccati e di incastrarle nei muri dipingendo al di sotto un corpo che desse qualche indicazione sul mestiere del defunto. Questo tipo di sepoltura era riservato ai ceti più abbienti e fu in seguito abbandonato per motivi igienici.

## Curiosità
- Dei teschi incassati nei muri è rimasta solo la calotta cranica, in quanto la parte anteriore si è deteriorata per via dell'umidità. Il fatto che molte di queste calotte craniche siano palesemente più piccole di quelle di un uomo d'oggi viene attribuito alla migliore alimentazione e maggiore salute in generale degli individui.
- Il chiostro dei domenicani adiacente alla basilica della Madonna della Sanità oggi è diventato un bed and breakfast, gestito dalla stessa cooperativa di giovani del quartiere che cura anche le visite alle catacombe di San Gaudioso e di San Gennaro.[senza fonte]

## Galleria d'immagini

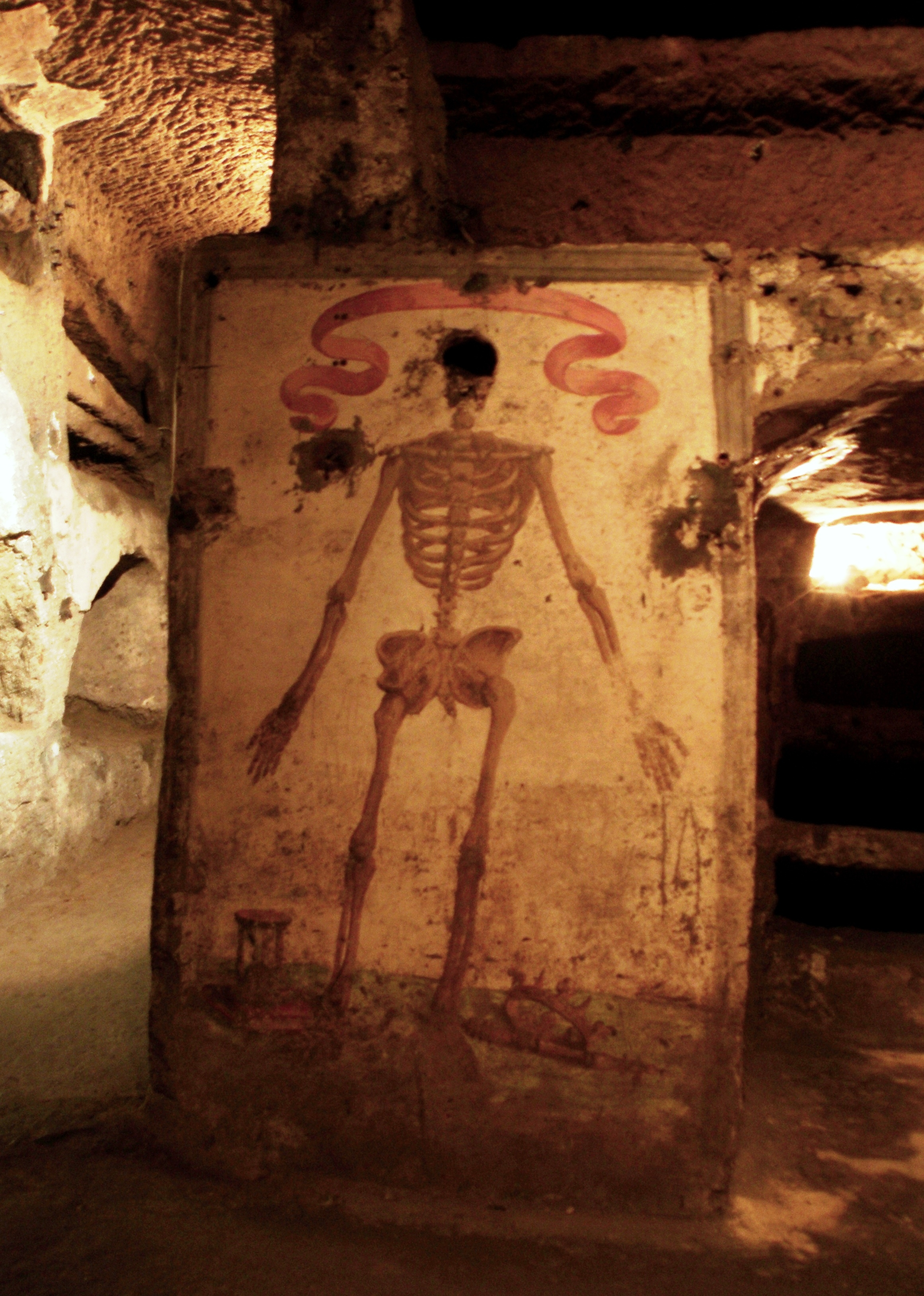
Un dipinto, con teschio incassato, tra i cunicoli delle catacombe.
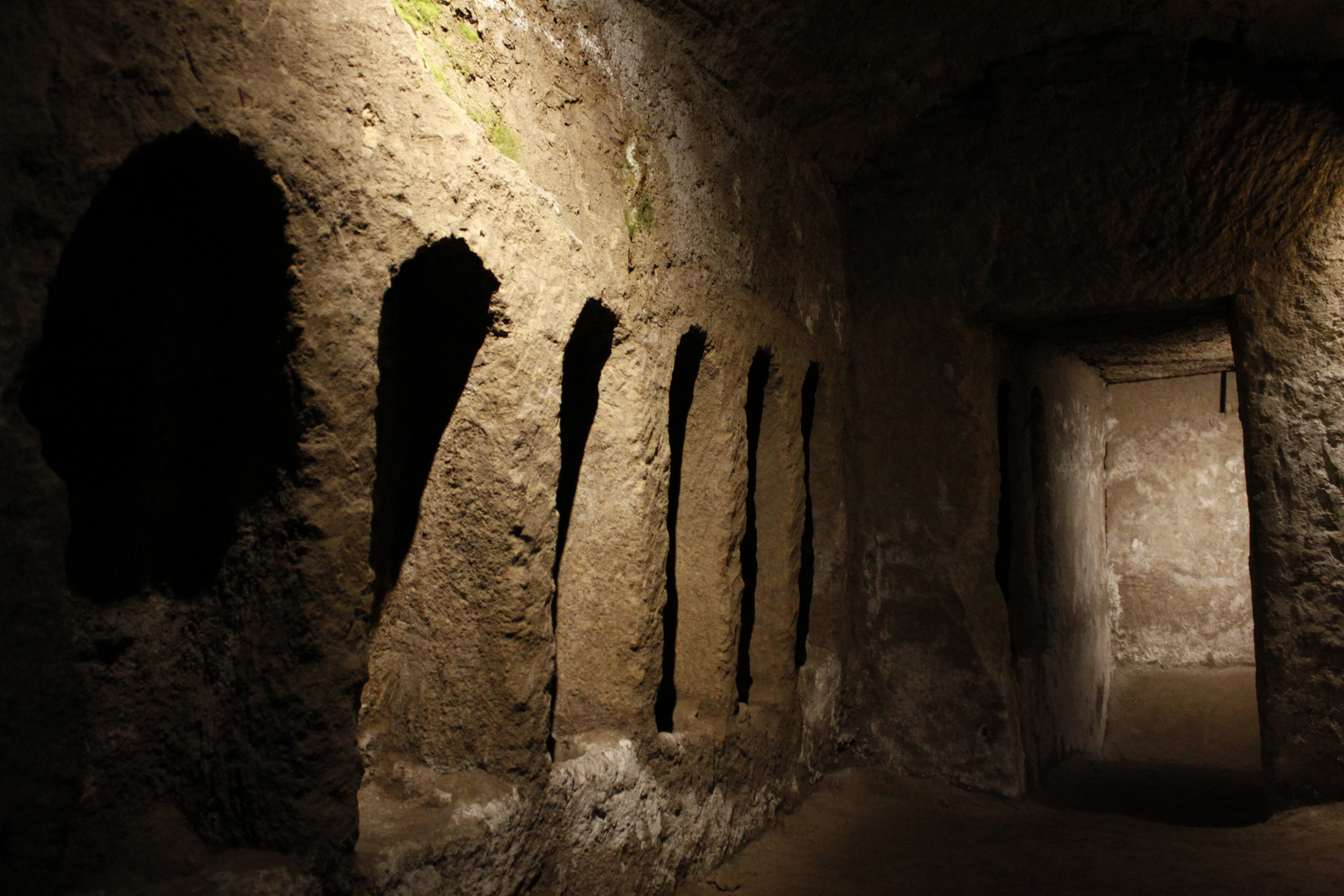
Scolatoi san Gaudioso
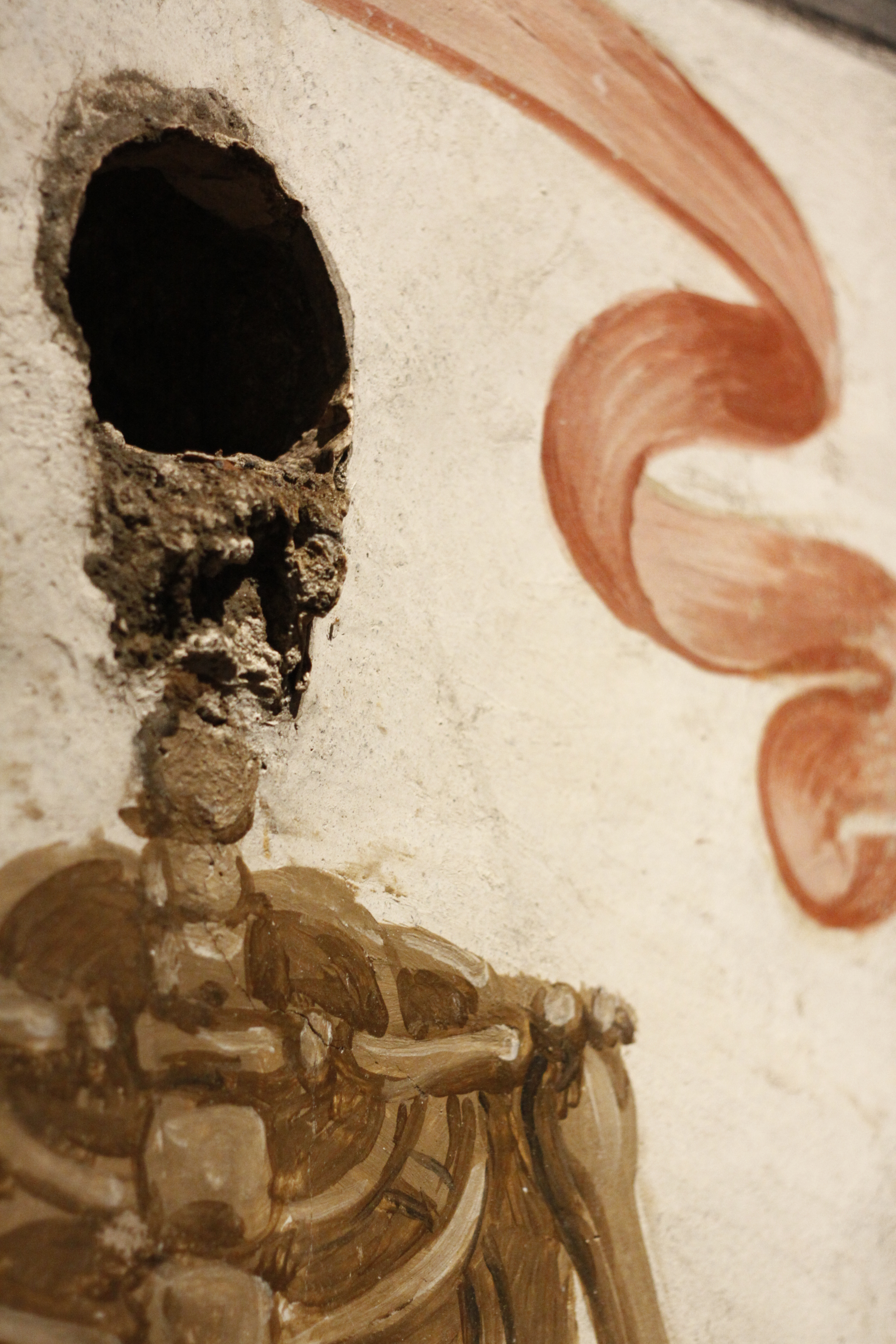
Dettaglio dell'affresco "L'allegoria della morte" presente nelle catacombe di san Gaudioso, XVII sec.